# アミオダロン
アミオダロン（Amiodarone）とは、Vaughan-Williams分類でⅢ群に分類される抗不整脈薬である。商品名アンカロン、サノフィ製造販売。作用機序は複雑であり他の抗不整脈薬が無効でも効果が期待できる一方で、重篤な副作用を惹起する危険性を持った医薬品である。
アミオダロンの塩酸塩が錠剤および注射剤として製剤化され、医薬品として承認を得ている。

## 効能
錠剤生命に危険のある下記の再発性不整脈で他の抗不整脈薬が無効か、または使用できない場合
心室細動、心室性頻拍
心不全（低心機能）または肥大型心筋症に伴う心房細動
注射剤生命に危険のある心室細動または血行動態不安定な心室頻拍で、難治性かつ緊急を要する場合
電気的除細動抵抗性の心室細動あるいは無脈性心室頻拍による心停止

### 使用の限定
難治性、致死性の不整脈に有効であるが、多彩でときに重篤な副作用が高率で発現するため、米国では他剤が無効な致死的不整脈に限定して使用が承認され、日本においても同様に適応患者が限定されて承認されているほか、致死的不整脈治療の充分な経験のある医師、諸検査の実施、緊急対応可能な設備の整った施設でのみ使用するなどの条件が付されている。
心肺蘇生
アミオダロンの注射製剤が2013年5月31日、「電気的除細動抵抗性の心室細動あるいは無脈性心室頻拍による心停止」の適応を追加取得した。

## 指定区分
日本の指定区分において、アミオダロン錠は毒薬に指定されている。注射剤についても2007年の承認当時から毒薬として指定されていたが、上記の心肺蘇生時に関する適応拡大に伴って、アミオダロン注射剤は毒薬から劇薬へと指定区分が変更された。これは、心肺蘇生という一刻を争う局面においては、毒薬指定であることによる管理の難しさ、緊急時対応の難しさが救命率に影響を及ぼしかねないという懸念から検討が行われた結果の例外的な措置である。

## 使用方法
内服の場合1日量を400 - 800 mgとして開始し、血中濃度を測定しながら1 - 2週間で1日量として100 - 200 mg程度に減量することが多い。有効血中濃度は500 - 1000ng/mLであるが、分布容積が巨大で、脂肪組織に分布した薬がゆっくり消失するため血中濃度半減期が非常に長く、投薬を中止しても血中濃度低下に時間を要するため注意が必要である。

## 副作用
副作用として間質性肺炎、甲状腺機能異常症（亢進または低下）、角膜沈着物、肝機能障害、消化器症状、皮膚症状などが知られている。特に間質性肺炎は致死的となり得るため、投与中は聴診を欠かさずKL-6などの血中マーカーを定期的に測定することが多い。また急性膵炎のリスクが1.5倍上昇することがコホート内症例対照研究により示された。また、一般的にアミオダロンは除細動閾値を上昇させる恐れのある薬剤として知られるため、ICDやCRT-Dなどのデバイスを植込む時には注意を払う必要がある。

## 作用機序
心筋細胞において、再分極に関わるK＋チャネルを阻害し活動電位の持続時間と不応期を延長させることで、リエントリーを抑え不整脈を抑制する。またアミオダロンはNa＋チャネルの阻害作用、βアドレナリン受容体受容体遮断作用、Ca2＋チャネル阻害作用も持ち、これらも不整脈の抑制にはたらいている。

## 構造
アミオダロンは分子中にベンゾフランの構造を持っている。ところで、アミオダロンとよく似た化合物として、血管拡張作用を持ったベンジオダロンが挙げられる。ベンジオダロンは、尿酸排泄促進作用を持ったベンズブロマロンの分子中の臭素を、ヨウ素に置換した化合物である。このため、アミオダロンはベンズブロマロンと構造が似ていると言われる場合がある。